# Grote onechte vampier
De grote onechte vampier (Vampyrum spectrum)  is een zoogdier uit de familie van de Bladneusvleermuizen van de Nieuwe Wereld (Phyllostomidae). Het is de grootste vleermuissoort van het Amerikaanse continent.

## Taxonomie
De wetenschappelijke naam van de soort werd in 1758 als Vespertilio spectrum gepubliceerd door Carl Linnaeus. De grote onechte vampier behoort tot de onderfamilie van lansneusvleermuizen (Phyllostominae) binnen de familie Phyllostomidae. Tot deze onderfamilie behoren meerdere grote, carnivore vleermuizen. De grote onechte vampier is hiervan de grootste en meer dan twee keer zo groot als de twee op een na de grootste soorten, de grote lansneusvleermuis en Chrotopterus auritus.

## Kenmerken
De grote onechte vampier is de grootste vleermuis van de Nieuwe Wereld met een vleugelspanwijdte van 80 tot 100 cm. De lichaamslengte bedraagt 12,5 tot 15 cm en het gewicht 135 tot 235 gram. De grote onechte vampier heeft relatief korte, brede vleugels, waardoor het traag met grote manoeverabiliteit kan vliegen door dichte bosgebieden. Deze vleermuis heeft geen staart. De schedel is ongeveer 5 cm lang. De schedel en het gebit hebben overeenkomsten met die van roofdieren. De hoektanden zijn lang en worden gebruikt om prooien te doden en te grijpen. De messcherpe kiezen dienen om vlees te scheuren. Een uitgesproken sagittale kam op de bovenzijde van de schedel dient als aanhechtingsplaats voor krachtige kaakspieren. De snuit is lang met een bleek gekleurd neusblad. De oren zijn groot en rond. De vacht is bruin tot oranje- of roodbruin met een onopvallende lichtgekleurde streep over het midden van de rug.

## Leefwijze
Voorheen werd gedacht dat de grote onechte vampier zich met bloed voedde, maar het is een carnivoor. Dit dier maakt jacht op prooidieren tot 150 gram zwaar, zoals andere vleermuizen, kleine knaagdieren, vogels en hagedissen. Soms worden ook grote insecten zoals cicaden en grote krekels gegeten, evenals fruit. De prooi wordt tijdens de vlucht met de bek gegrepen. Ook kan de grote onechte vampier handig op alle vier poten lopen en zo zelfs ongemerkt prooien zoals muizen besluipen, waarna met een klap de nek wordt gebroken of de schedel wordt verbrijzeld. Mogelijk jaagt de grote onechte vampier deels op basis van reuk. Bij een studie in de Costa Ricaanse provincie Guanacaste werden in het nest van een groep grote onechte vampieren resten van achttien soorten vogels gevonden. Parkieten, duiven, trogons, motmots, koekoeken, winterkoningen en troepialen worden door deze vleermuis gegeten. Het frequentst worden groefsnavelani's en ivooraratinga's gevangen. Daarnaast worden ook kuikens in het nest gegeten. Zo is in de Peñas Blancas-vallei nabij Monteverde in Costa Rica een grote onechte vampier waargenomen op het nest van een Waglers oropendola, die het nest openbrak en vervolgens het kuiken opat. De grote onechte vampier komt ook af op de roep van kleinere vleermuizen, zoals in Panama is waargenomen bij onderzoek van vleermuizen met behulp van mistnetten. De grote onechte vampier vliegt tijdens de schemering uit en keert na een uur of meer foerageren terug naar het nest. Overdag rust de grote onechte vampier in een holle boom, meestal in groepjes tot vijf vleermuizen. Deze groepjes bestaan over het algemeen uit een volwassen paar en hun jongen. Rustplaatsen zijn te herkennen aan resten van beenderen en veren op de grond. Binnen de groep is een sterke sociale band. De oudere dieren jagen, terwijl een "babysitter" achterblijft voor de jongsten. De prooi wordt gedeeld binnen de groep. De paartijd is in juni. Er wordt meestal één jong geboren in het begin van het regenseizoen. Na de zoogperiode worden stukjes voorgekauwd vlees gevoerd aan het jong.

## Verspreiding
De grote onechte vampier is als toproofdier vrij zeldzaam. De soort komt in bosgebieden van zeeniveau tot op 1.650 meter hoogte, met name voor in laaglandregenwouden en in mindere mate in droogbossen, nevelwouden en draslandgebieden. Het verspreidingsgebied loopt van de zuidelijke Mexicaanse staat Veracruz via Midden-Amerika tot aan Peru, Bolivia en het noorden en zuidwesten van Brazilië. Ook op Trinidad komt de grote onechte vampier voor.

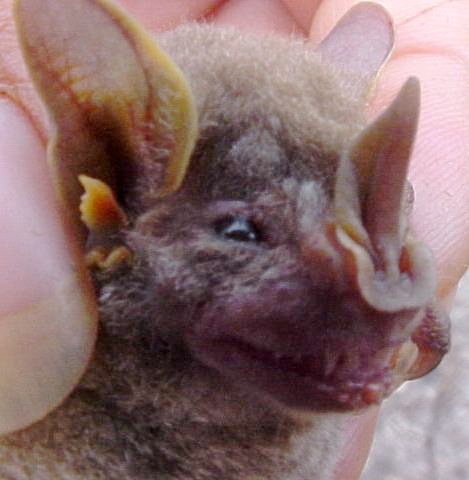
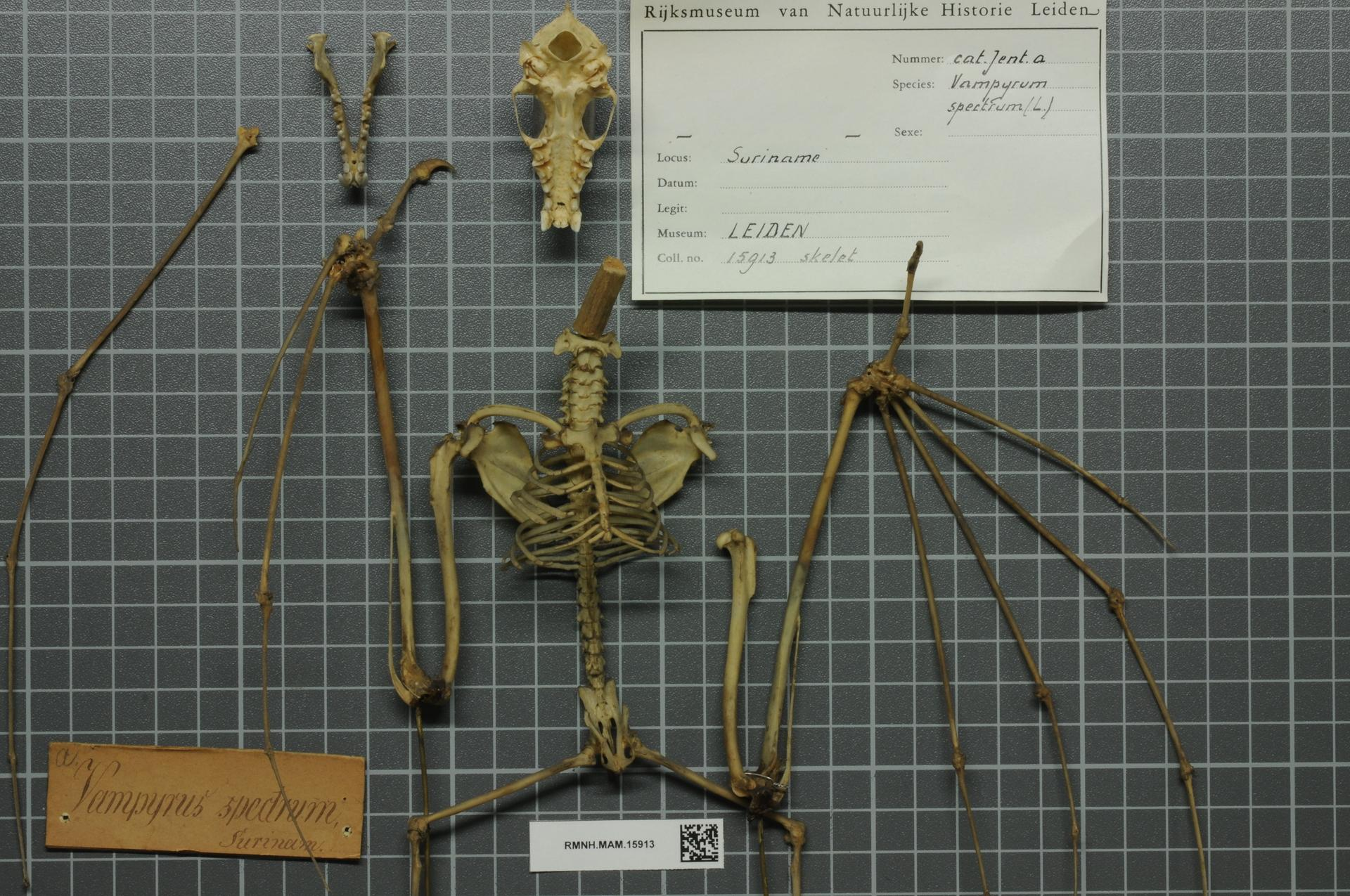
Skelet
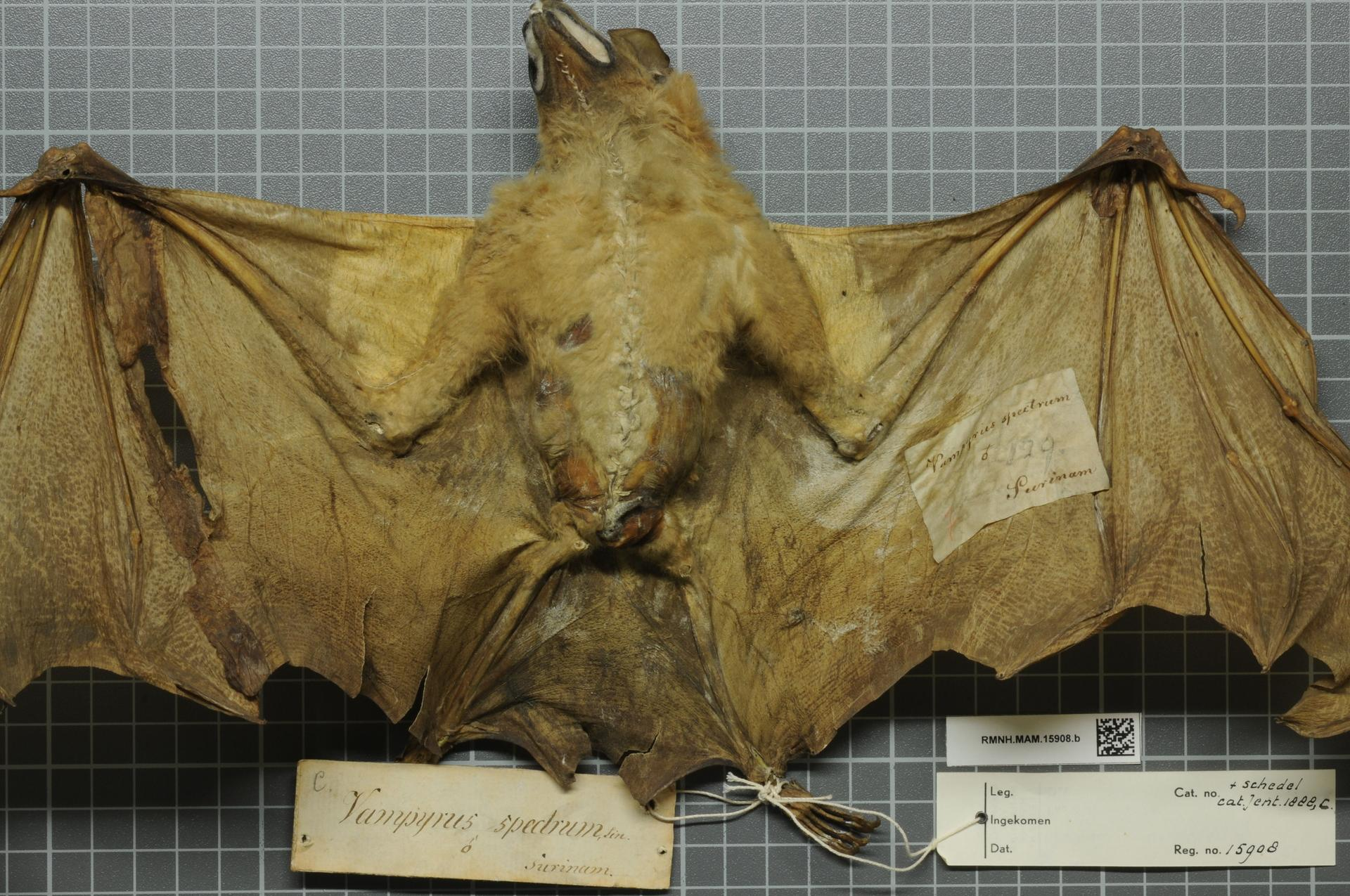
Balg
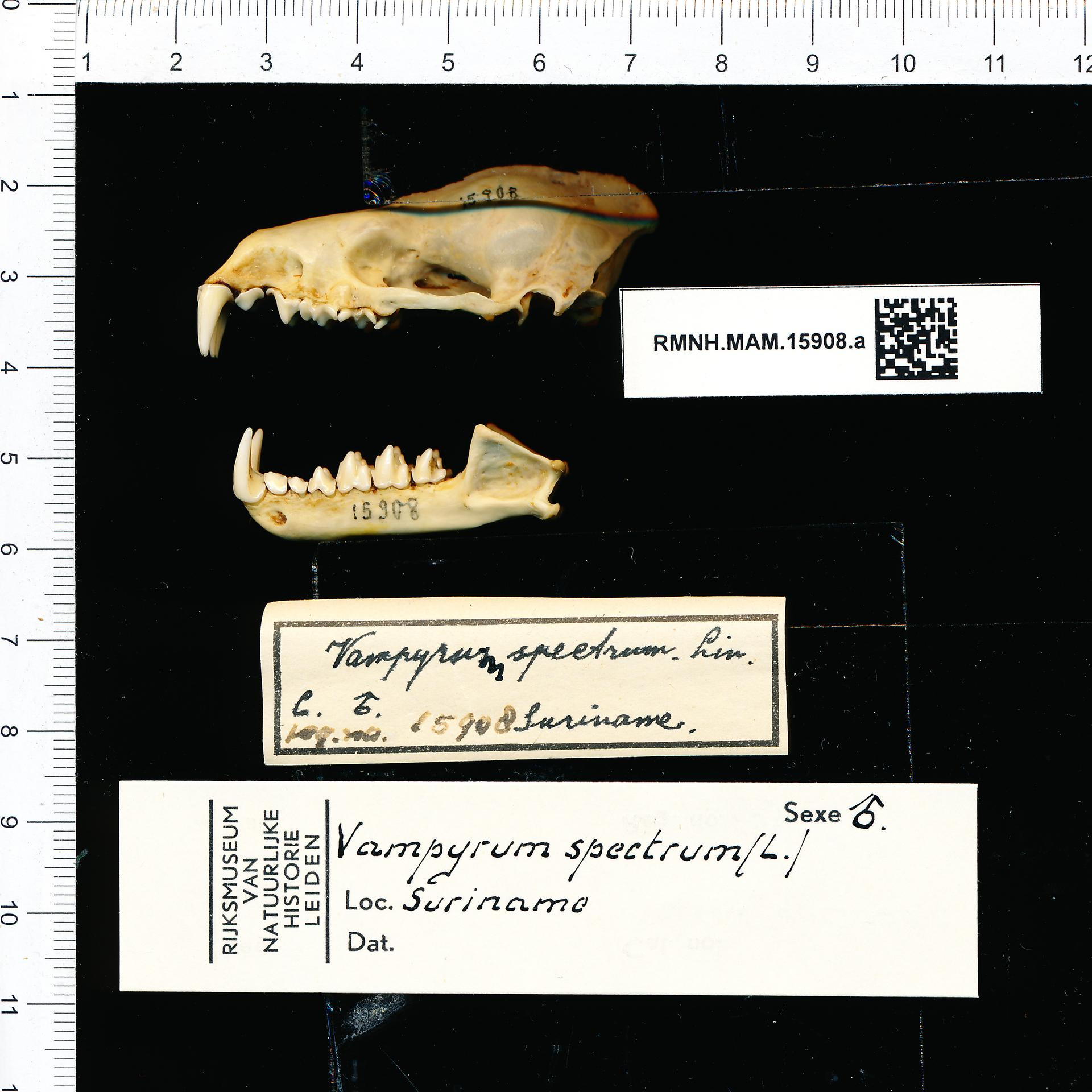
Schedel van opzij
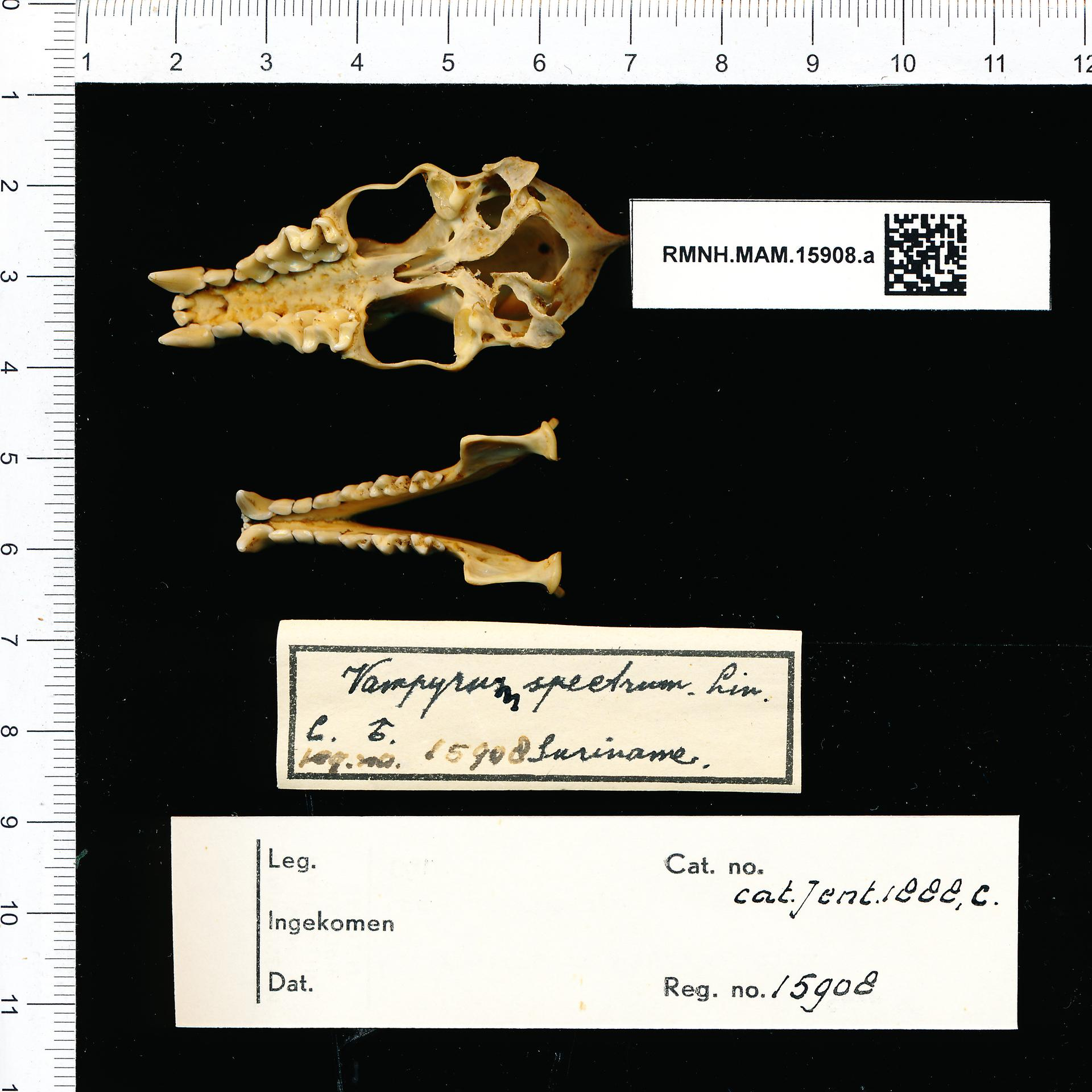
Schedel van boven